# Stipo
Stipo Dorohoi a fost o companie din România, fondată în 1973, care fabrica produse de sticlă și porțelan.
Fabrica a fost cumpărată în iulie 1999 de către omul de afaceri Corneliu Petreanu, care, de altfel, era denumit și „magnatul sticlei”.
Aceasta deoarece același om de afaceri cumpărase în câțiva ani fabricile de sticlă din Cluj Napoca, Brașov și Suceava, precum și Somvetra Gherla, Stif Fălticeni, Stisom Satu Mare, Stiaz Azuga, Stitom Tomești.
Corneliu Petreanu a plătit pentru 72.730 de acțiuni peste 2 miliarde de lei vechi.
Stipo, ca și celelalte fabrici de sticlă deținute de Corneliu Petreanu, a acumulat datorii și a disponibilizat masiv salariații.
Ulterior, contractul de privatizare a fost desființat, iar societatea e revenit in portofoliul AVAS, care a revândut-o Asociației Salariaților, în decembrie 2004.
Contractul a fost desființat un an mai târziu, pentru că investițiile aferente primului an de la privatizare, în valoare de peste 600.000 euro, nu au fost realizate.
Astfel, în decembrie 2005, fabrica, aflată în lichidare judiciară, a reintrat în proprietatea statului.
În 2006, Stipo avea datorii de 13 miliarde de lei vechi la bugetul de stat, 8 miliarde la bugetul asigurărilor sociale, 13 la fondul de șomaj, iar alte 10 reprezentau contribuții neplătite la asigurările de sănătate după iulie 2003. Jumătate din aceste restanțe reprezentau dobânzi și penalități.
Fabrica a acumulat în timp datorii de ordinul zecilor de miliarde de lei vechi, iar în 2007, o bună parte di ea a fost vândută unui investitor libanez cu suma de 2,5 miliarde de lei vechi, în baza unui titlu executoriu emis de instanță în favoarea E.ON. Gaz, pentru o datorie de aproximativ 13 miliarde de lei vechi. Vânzarea s-a făcut în virtutea unei hotărâri judecătorești emisă în decembrie 2006 de Tribunalului Botoșani, secția comercială și a fost pusă în executare începând din vara anului 2007. Falimentul Stipo a venit în același an, după ce fiscul a trecut la aplicarea unor măsuri extreme. Ei au pus sechestru pe materiile prime, produsele finite și bunurile de inventar, pentru recuperarea datoriilor, însă deși au fost organizate mai multe licitații, nimeni nu a fost interesat de achiziționarea acestora.
În septembrie 2007, cea de-a șasea licitație organizată de AVAS pentru vânzarea în bloc a unor active ale Stipo Dorohoi a eșuat din lipsă de oferte.